# VC Vlug en Vrij Terhagen
Maillots
Dernière mise à jour : 17 octobre 2011.
Le Voetbalclub Vlug en Vrij Terhagen est un ancien club de football belge localisé dans la commune de Terhagen en province d'Anvers. Le club existe pendant un peu moins de trente ans, durant lesquelles il évolue 11 saisons dans les divisions nationales, dont 5 au troisième niveau.

## Histoire
Le club est fondé le 11 février 1938, et s'affilie dans la foulée à l'Union Belge, qui lui octroie le matricule 2645. Il est versé dans la plus basse série provinciale anversoise, dont il remporte le titre dès sa première saison. Le déclenchement de la Seconde Guerre mondiale met les compétitions entre parenthèses durant six ans. Après la fin du conflit, le club remporte directement un nouveau titre et est promu en deuxième provinciale, à l'époque le plus haut niveau avant les séries nationales. Deuxième la saison suivante, le club est promu en Promotion, alors troisième et dernier niveau national, après avoir disputé seulement trois saisons.
La transition vers les nationales est compliquée pour le club, qui n'assure son maintien que pour deux points en 1948. Par la suite, Terhagen termine quatrième de sa série trois saisons de rang, mais sans jamais s'approcher du titre. En 1951-1952, le club finit neuvième, mais est néanmoins relégué vers le quatrième niveau national, créé pour la saison suivante et qui hérite du nom de Promotion. Après une première saison moyenne, le club manque la remontée en Division 3 en 1954, terminant vice-champion dans sa série, derrière La Louvière. Le club ne parvient pas à rééditer cette performance lors des saisons suivantes, et trois ans plus tard, il est relégué vers les séries provinciales anversoises après dix saisons consécutives en nationales.
Le V&V Terhagen remporte son championnat provincial en 1958, et revient en Promotion. Ce retour est de courte durée, une quinzième place finale condamnant le club à un retour direct en provinciales. Le club subit une seconde relégation consécutive la saison suivante, et se retrouve en deuxième provinciale. Au terme de la saison 1965-1966, le club se met en inactivité et déclare forfait pour la saison suivante. Son matricule est radié des listes de la Fédération le 31 mai 1967.

## Résultats sportifs

### Bilan
| Niv | Divisions     | Jouées | Titres | TM Up | TM Down |
| --- | ------------- | ------ | ------ | ----- | ------- |
| I   | 1re nationale | 0      | 0      |       |         |
| II  | 2e nationale  | 0      | 0      |       |         |
| III | 3e nationale  | 5      | 0      |       |         |
| IV  | 4e nationale  | 6      | 0      |       |         |
| V   | 5e nationale  | 0      | 0      |       |         |
|     |               |        |        |       |         |
|     | TOTAUX        | 11     | 0      | 0     | 0       |

- TM Up : test-match pour départager des égalités, ou toutes formes de Barrages ou de Tour final pour une montée éventuelle.
- TM Down : test-match pour départager des égalités, ou toutes formes de Barrages ou de Tour final pour le maintien.

### Classements saison par saison
| Ordre | Saison  | Nom du club                                            | Niveau                                                 | Classement final                                       | Remarques                                              |
| ----- | ------- | ------------------------------------------------------ | ------------------------------------------------------ | ------------------------------------------------------ | ------------------------------------------------------ |
| 1     | 1947-48 | VC V&V Terhagen                                        | Promotion (D3) série A                                 | 13e/16                                                 |                                                        |
| 2     | 1948-49 | VC V&V Terhagen                                        | Promotion (D3) série D                                 | 4e/16                                                  |                                                        |
| 3     | 1949-50 | VC V&V Terhagen                                        | Promotion (D3) série A                                 | 4e/16                                                  |                                                        |
| 4     | 1950-51 | VC V&V Terhagen                                        | Promotion (D3) série D                                 | 4e/16                                                  |                                                        |
| 5     | 1951-52 | VC V&V Terhagen                                        | Promotion (D3) série C                                 | 9e/16                                                  | [ saisons 1 ]                                          |
| 6     | 1952-53 | VC V&V Terhagen                                        | Promotion série D                                      | 11e/16                                                 |                                                        |
| 7     | 1953-54 | VC V&V Terhagen                                        | Promotion série C                                      | 2e/16                                                  |                                                        |
| 8     | 1954-55 | VC V&V Terhagen                                        | Promotion série B                                      | 5e/16                                                  |                                                        |
| 9     | 1955-56 | VC V&V Terhagen                                        | Promotion série C                                      | 9e/16                                                  |                                                        |
| 10    | 1956-57 | VC V&V Terhagen                                        | Promotion série C                                      | 14e/16                                                 | Relégué                                                |
|       |         |                                                        |                                                        |                                                        | séries provinciales                                    |
| 11    | 1958-59 | VC V&V Terhagen                                        | Promotion série A                                      | 15e/16                                                 | Relégué                                                |
|       |         |                                                        |                                                        |                                                        | séries provinciales                                    |
| -     | 1967    | Le club est radié à la suite d'une saison d'inactivité | Le club est radié à la suite d'une saison d'inactivité | Le club est radié à la suite d'une saison d'inactivité | Le club est radié à la suite d'une saison d'inactivité |